# Anurogryllus celerinictus
Anurogryllus celerinictus är en insektsart som beskrevs av Walker, T.J. 1973. Anurogryllus celerinictus ingår i släktet Anurogryllus och familjen syrsor. Inga underarter finns listade i Catalogue of Life.